# Baugé
Baugé é uma ex-comuna francesa na região administrativa da País do Loire, no departamento de Maine-et-Loire. Estendeu-se por uma área de 8,55 km². Em 2010 a comuna tinha 12 060 habitantes (densidade: 1 410,5 hab./km²).
Em 1 de janeiro de 2013 foi fundida com as comunas de Montpollin, Pontigné, Saint-Martin-d'Arcé e Le Vieil-Baugé para a criação da nova comuna de Baugé-en-Anjou.